# Comptoir national d'escompte de Mulhouse
Le Comptoir national d'escompte de Mulhouse (CNEM), une des banques ancêtres du groupe BNP Paribas, est créé par décret le 8 mars 1848, sous l’impulsion de l’État, et avec le soutien d'un groupe de manufacturiers alsaciens pour la plupart industriels du monde du textile et de la mécanique. Cette création est concomitante à celle du Comptoir national d’escompte de Paris (CNEP), autre banque ancêtre du groupe BNP Paribas, le 10 mars 1848.

## Histoire

### La fondation
Dans le sillage des journées révolutionnaires de février, Louis Garnier-Pagès, nommé ministre des Finances le 7 mars 1848, publie le soir même un décret créant des Comptoirs d’escompte à Paris et dans toutes les villes industrielles et commerciales où s’en manifesterait la volonté. Il est prévu que le capital serait fourni pour un tiers par l’État, un tiers par les communes et enfin pour un tiers par les actionnaires. Il s'agit, en ranimant le crédit, de redonner vie à l'économie après la récession de 1847. Les comptoirs d'escompte, banques locales de crédit, sont de véritables sociétés mixtes puisque l'État et les municipalités nomment les dirigeants et apportent leur garantie en fournissant les deux tiers du capital. En province, sont créés 65 comptoirs d’escompte, dont celui de Mulhouse, le 8 mars 1848. Son directeur, Nicolas Koechlin, est nommé par décret gouvernemental du 24 mars, un conseil d’administration provisoire est élu par délibération du conseil municipal le 27 mars et les opérations peuvent débuter le 30 mars.
L'établissement est doté d'un premier capital (théorique) de  1,5 million de francs, montant considérable pour une banque qui n'a pas vocation à faire des placements en Bourse ou prendre des participations dans le capital d'entreprises.  En 1854, émancipé de la tutelle de l'État, le Comptoir devient le Comptoir d'escompte de Mulhouse (CEM). Mais après la défaite française de 1870, l’Alsace-Moselle est rattachée à l’Empire allemand et le Comptoir se retrouve dans une situation délicate : le siège social se situe dans l’Empire allemand, alors que la plupart des succursales et des capitaux drainés sont français. 

### Le décollage
C’est à la nomination d’un nouveau directeur, Eugène Raval,  à compter du 1er janvier 1887, que le CEM prend son envol. Il met en place la création et le développement d’un réseau orienté presque exclusivement vers la France. Le Comptoir procède par croissance externe, en rachetant des banques locales. Les fondations de cette politique sont posées dès 1889 par l’ouverture d’une agence à Troyes, et se poursuit en 1894 par l’ouverture d’une maison de banque à Belfort. Mais le véritable coup d’envoi est donné en 1900 avec Colmar, puis en 1902, à Arcis-sur-Aube, Nogent-sur-Seine et Romilly-sur-Seine. Suivent Saint-Dié (1902), puis Besançon (1904), Belfort (1906), Plombières et Remiremont (1907), Dijon (1908). Les implantations au Havre (1907), à Paris (1909) et à Lyon (1910) donnent au réseau du Comptoir une nouvelle dimension, moins strictement provinciale : ce sera l’ouverture de succursales à Marseille (1910), Rouen et Zurich (1911) et enfin l’absorption en 1912 de la banque parisienne Simon Lehmann & Cie, spécialisée dans les affaires de diamants. 
À partir de ses succursales, le Comptoir densifie son réseau, notamment autour de Troyes, et étend sa toile par une véritable « course au guichet ». Dans les années 1911-1913, il ouvre une nouvelle succursale à Orléans, 16 agences supplémentaires et 14 bureaux périodiques. Au début de 1913, il exploite 16 succursales, 44 agences et 34 bureaux périodiques, soit 94 guichets. Son réseau se développe essentiellement dans les Vosges, en Bourgogne et dans le Sud de la Champagne. En revanche, il abandonne l’Alsace à ses concurrents régionaux, ainsi que la plus grande partie de la Lorraine et de la Champagne.
Le CEM devient le bras financier des industriels, dont l'influence est prépondérante dans de nombreux domaines en forte croissance: bonneterie, minoteries, filatures, négoce des matières premières, notamment dans le Nord et l'Est de l'hexagone.

### Une nouvelle histoire (1913-1930)
Fin 1912, le capital du comptoir atteint 45 millions de francs, s’appuyant sur un réseau de quelque 85 guichets, composé de 15 succursales, 41 agences et 29 bureaux périodiques. En 1913, devant la montée des tensions politiques, les dirigeants choisissent de scinder l'établissement en deux parties, et de regrouper les guichets installés en France au sein d'une filiale autonome : d’une part, le Comptoir d’escompte de Mulhouse, maison-mère qui ne compte plus que 3 succursales en Alsace-Lorraine et, d’autre part, la Banque nationale de crédit (BNC), filiale qui regroupe les activités sur le territoire français après la guerre.
Le Comptoir reste la maison-mère de la BNC en détenant 46 % de son capital, mais il se trouve réduit à ses deux petites succursales de Colmar et de Zurich, immédiatement complétées par une nouvelle implantation à Guebwiller. Il devient la Mülhauser Diskonto-Bank, présidée par le Mulhousien Alfred Engel et dirigée par Gaspard Arnold, sous-directeur avant-guerre. Son conseil est entièrement renouvelé, mais reste toujours composé d’industriels locaux. La guerre finit néanmoins de séparer le Comptoir de sa filiale la BNC : loin de fusionner à nouveau après 1918, les deux banques restent séparées et deviennent même concurrentes. 
Le CEM reconstitue peu à peu un réseau d’agences : 13 en 1920, 24 en 1924, 57 en 1930. Mais hormis la reprise de la banque Mayer & Cie à Metz en 1923, il ne cherche pas vraiment à s’implanter en Lorraine et ne comble pas non plus certaines lacunes en Alsace (Munster, Molsheim, Wasselonne). En revanche, il ouvre en 1926, une nouvelle agence à Paris. Parallèlement, la BNC devance le Comptoir en s’implantant à Strasbourg et dans le Bas-Rhin après 1918. Finalement, un accord est signé en 1921 qui aboutit à un partage de zones d’influence : la BNC abandonne au Comptoir l’ex Alsace-Lorraine et lui rétrocède six agences bas-rhinoises (Strasbourg, Bischwiller, Brumath, Haguenau, Saverne, Sélestat). Mais cet accord n’empêche pas le Comptoir de céder en 1921-1922 ses actions BNC au Comptoir Lyon-Alemand et à la BFCI afin de pouvoir mobiliser ses ressources. En mai 1930, le Comptoir est absorbé par sa filiale la BNC pour en devenir sa direction régionale pour l’est de la France.

## Dirigeants

### Directeurs
- Nicolas Koechlin : 1848
- Charles du Buit : 1848-1850
- Théodore de Pouvourville : 1850-
- Eugène Raval : 1887-